# Kanton Chalamont
Chalamont is een voormalig kanton van het Franse departement Ain. Het kanton maakte deel uit van het arrondissement Bourg-en-Bresse. 

Het kanton werd opgeheven ingevolge de administratieve herindeling goedgekeurd in 2013 en van toepassing sedert de departementsverkiezingen van 22 maart 2015. Alle gemeenten werden toegevoegd aan het kanton Ceyzériat.

## Gemeenten
Het kanton Chalamont omvatte de volgende gemeenten:
- Chalamont (hoofdplaats)
- Châtenay
- Châtillon-la-Palud
- Crans
- Le Plantay
- Saint-Nizier-le-Désert
- Versailleux
- Villette-sur-Ain